# Ленинский (Читинский район)
Ле́нинский — посёлок сельского типа в юго-западной части Читинского района Забайкальского края России. Село является центром сельского поселения «Ленинское».

## География
Расположено на левом берегу реки Оленгуй, в 145 км к югу по автодороге до краевого центра, города Чита.

## Население
| 2010 | 2012 | 2013 | 2014 | 2015 | 2016 | 2017 |
| ---- | ---- | ---- | ---- | ---- | ---- | ---- |
| 278  | ↘271 | ↘266 | ↘263 | ↘262 | ↘261 | ↘259 |
| 2018 | 2019 | 2020 | 2021 |      |      |      |
| ↘244 | ↘240 | ↘235 | ↘194 |      |      |      |